# Human-Animal Studies
Human-Animal Studies (auch Animal Studies oder Anthrozoologie) sind ein interdisziplinäres Forschungsfeld, das im englischsprachigen wissenschaftlichen Diskurs entstanden ist. Gegenstand sind die Beziehungen zwischen Mensch und Tier, dabei werden übergreifend Sachbereiche von Soziologie,  Psychologie, Geschichtswissenschaft, Erziehungswissenschaft, Philosophie, Anthropologie und Kulturwissenschaft in Forschung und Lehre zusammengeführt. Das Forschungsfeld ist relativ jung, seine Eigenständigkeit im akademischen Diskurs und organisatorisch hat sich in den 1990er Jahren herausgebildet.

## Forschungsinhalte
Die Forschungsinhalte sind aufgrund der inter- und transdisziplinären Ausrichtung des Forschungsfelds vielfältig (Soziologie, Wissenschaftstheorie der Biologie, Geschichtswissenschaft, allgemeine Psychologie inkl. Psychologie (tiergestützte Therapie) etc.), philosophische Anthropologie, Kulturwissenschaft und interdisziplinäre Wissenschaft etc. In den Human-Animal Studies wird unter anderem die Repräsentation von Tieren in Kunst, Medien und Literatur sowie die Frage nach der kulturell-symbolischen Bedeutung von Tieren erforscht. Die Rolle von Tieren und Tierbildern in Denksystemen und der Ideengeschichte westlicher Gesellschaften, Interaktionen zwischen Menschen und Tieren sowie Untersuchungen der tierbezogenen Praktiken bzw. der Behandlung von Tieren in verschiedenen gesellschaftlichen Feldern wie u. a. Wissenschaft, Ökonomie, Landwirtschaft stellen weitere Themen dar, die in den Human-Animal Studies erforscht werden. Auch die Auseinandersetzung mit der Frage nach Tierrechten/Tierbefreiung und der dazugehörigen sozialen Bewegung sind Teil dieser Disziplin. Historische Veränderungen der Umgangs- und Einstellungsweisen gegenüber Tieren werden u. a. in den geschichtlichen, soziologischen und kulturwissenschaftlichen Strömungen der Human-Animal Studies thematisiert. Des Weiteren ist auch die kritische Analyse der Mensch-Tier-Verhältnisse als Gewalt- und Ausbeutungsverhältnisse sowie deren Verknüpfung mit Formen zwischenmenschlicher Herrschaftsverhältnisse eine Thematik aus dem Forschungsfeld der Human-Animal Studies.

## Geschichte des Forschungsfeldes
Die Human-Animal Studies entstanden ab den 1980er Jahren im angloamerikanischen Sprachraum. Seit dem Jahr 2000 lassen sich auch im deutschsprachigen Raum ein verstärktes Veröffentlichungsvolumen und erste Etablierungsschritte feststellen. Vor allem seit dem Jahr 2009 gründeten sich diverse Gruppierungen, die inhaltlich und organisatorisch im Bereich der Human-Animal Studies arbeiten. Zu diesen zählen u. a. das „Bündnis Mensch und Tier“ in München (Gründung 2009), die „Group for Society and Animals Studies (GSA)“ am Institut für Soziologie der Universität Hamburg (Gründung 2010) und das Netzwerk „Chimaira – Arbeitskreis für Human-Animal Studies“, welches vorrangig in Berlin tätig ist (Gründung 2010). Am „Messerli Forschungsinstitut“ an der Veterinärmedizinischen Universität Wien, welches sich ebenfalls 2010 formierte, wird u. a. ein interdisziplinäres Masterstudium Mensch-Tier-Beziehung angeboten. 2011 und 2012 entstanden weitere Gruppierungen, darunter das „Nachwuchsforschernetzwerk Cultural and Literary Animal Studies (CLAS)“ am Lehrstuhl für neuere deutsche Literaturwissenschaft an der Universität Würzburg, in dem mittlerweile ca. 70 Promovenden und Post-Docs vernetzt sind, das geschichtswissenschaftliche Netzwerk „Animals and History / Tiere und Geschichte“ und die Ländergruppe des Minding-Animals-Netzwerks „Minding Animals Germany“. Seit Januar 2014 existiert an der Universität Kassel der interdisziplinäre Forschungsschwerpunkt „Tier - Mensch - Gesellschaft“. Ein verstärktes Interesse an Human-Animal Studies im deutschsprachigen Raum wird auch an der Organisation diverser Konferenzen, Symposien und Tagungen zu Themen der HAS seit 2005 sowie an der Organisation von einer drei Jahre in Folge stattfindenden „Summer School“ durch das Nachwuchsforschernetzwerk Cultural and Literary Animal Studies an der Universität Würzburg deutlich.

## Fachzeitschriften
- Between the Species (en)
- Antennae, The Journal of Nature in Visual Culture (en) ISSN 1756-9575
- Anthropozoologica (fr) ISSN 0761-3032
- Etica & Animali (it) ISSN 0049-2426
- Humanimalia (en) ISSN 2151-8645
- Journal of Animal Law & Ethics (en) ISSN 0021-8642
- Society & Animals (en) ISSN 1063-1119
- Tierethik. Zeitschrift zur Mensch-Tier-Beziehung (de)
- Tierstudien. (de) ISSN 2193-8504